# Ablabera similata
Ablabera similata är en skalbaggsart som beskrevs av Hermann Burmeister 1855. Ablabera similata ingår i släktet Ablabera och familjen Melolonthidae. Inga underarter finns listade i Catalogue of Life.